# Nacna smaragdina
Nacna smaragdina là một loài bướm đêm trong họ Noctuidae.